# Теренто
Теренто (итал. Terento) је насеље у Италији у округу Болцано, региону Трентино-Јужни Тирол.
Према процени из 2011. у насељу је живело 1121 становника. Насеље се налази на надморској висини од 1242 м.

## Становништво
Према резултатима пописа становништва 2011. у општини је живело 1.733 становника.
| 1931. | 1936. | 1951. | 1961. | 1971. | 1981. | 1991. | 2001. | 2011. |
| ----- | ----- | ----- | ----- | ----- | ----- | ----- | ----- | ----- |
| 1.007 | 1.069 | 1.067 | 1.120 | 1.194 | 1.324 | 1.433 | 1.572 | 1.733 |